# Ernst Burger (Unternehmer)
Ernst M. H. Burger (* 7. Oktober 1862 in Stadtroda; † nach 1935) war ein deutscher Unternehmer und Kommunalpolitiker. Er war Stadtverordneter in Chemnitz.

## Leben

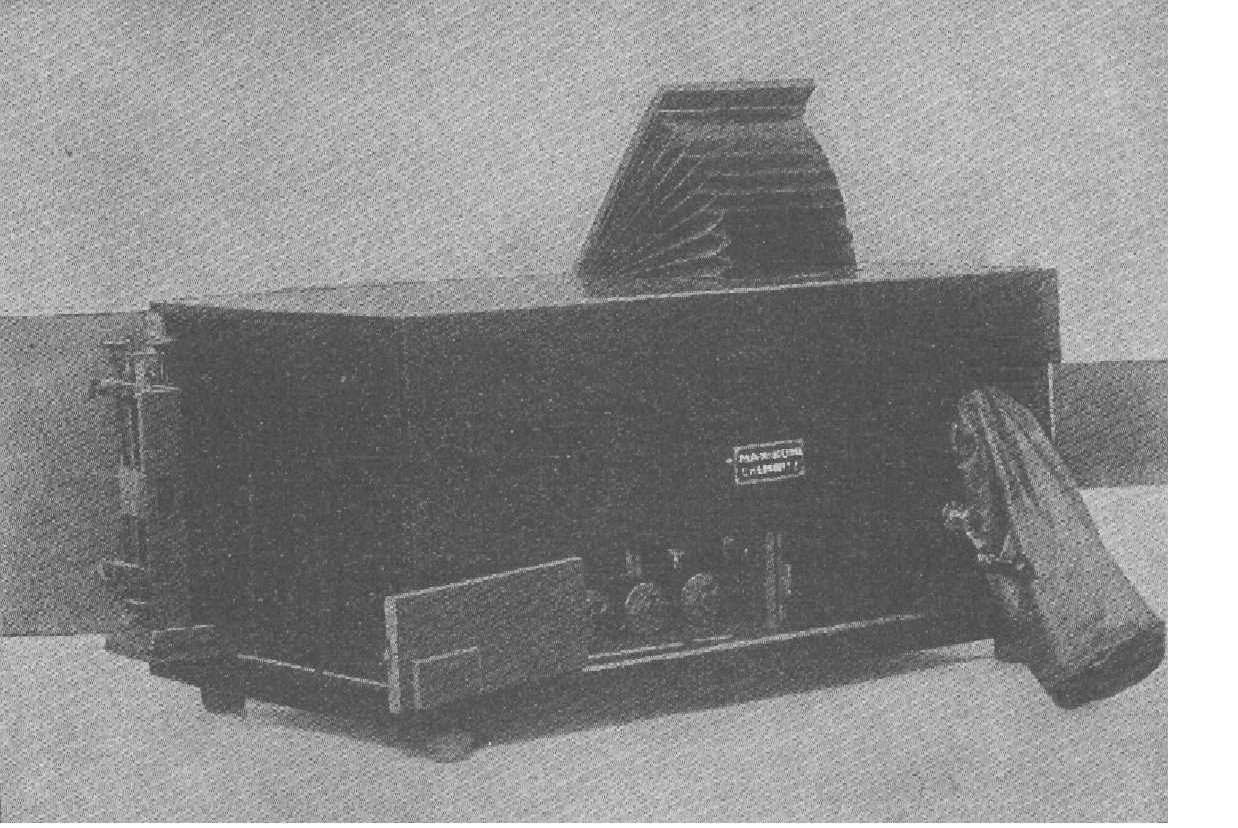
Schleifenoszillograph – ein Produkt der Fa. Max Kohl in Chemnitz von 1905

Er war der Sohn des Rechtsanwalts und Notars Gustav Adolf Burger und wuchs in Stadtroda auf. Seine Mutter war Fanny Burger geborene Mäckel. Zu seinen Vorfahren gehörten Juristen, Theologen und Forstleute. Nach dem Besuch der Bürgerschule in Stadtroda schlug Ernst Burger eine praktische Ausbildung ein und absolvierte eine Lehre bei Carl Zeiss Jena. Nach mehrjähriger praktischer Tätigkeit bei Carm Bamberg in Berlin wechselte er zu Hartmann Braun in Frankfurt am Main. Im Jahre 1887 zog er nach Chemnitz um, wo er in die Firma Max Kohl Aktiengesellschaft eintrat, deren Direktor er wurde. Die von ihm geleitete Aktiengesellschaft Max Kohl bestand bis zur Enteignung nach Ende des Zweiten Weltkrieges und der daraufhin erfolgten Demontage durch die sowjetische Besatzungsmacht.
Ernst Burger hatte sich auf Kommunal- und Wirtschaftspolitik spezialisiert und war längere Zeit als Stadtverordneter in Chemnitz tätig. Außerdem wurde er Mitgründer und erster Vorsitzender der 1921 gegründeten Gesellschaft von Freunden der Gewerbeakademie, der Bauschule, Maschinenbauschule, Färbereischule und Gewerbelehrer-Bildungsanstalt, später umbenannt in Gesellschaft von Freunden der Akademie für Technik, des Vorläufers der heutigen Technischen Universität Chemnitz. Daneben war Ernst Burger Mitglied der Gesellschaft deutscher Naturforscher und Ärzte.
Er wohnte in Chemnitz, Hugenbergstraße 25.

## Werke
Zu den Bauwerken, die von seiner Firma errichtet wurden, zählte u. a. das Gebäude der Deutschen Bank in Chemnitz am Falkeplatz.

## Familie
Er heiratete im Jahre 1897 Elise, die Tochter des Chemnitzer Schuldirektors Theodor Kadner und dessen Ehefrau Thekla geborene Tröbs.